# Везюп
Везюп (нід. Wezup) — село в нідерландській провінції Дренте. Входить до муніципалітету Куворден.
Його площа становить 0,68 км², а населення станом на 2021 рік складало 170 осіб.